# Helicópteros del Sureste
Helicópteros del Sureste es una compañía dedicada al transporte aéreo en helicóptero con sede en Muchamiel, Alicante. 
Actualmente Helicópteros del Sureste es la principal responsable de la división “On-Shore”, dentro del Grupo INAER, desde la que se prestan servicios como Emergencia Médica y Protección Civil, Prevención y Lucha Contra Incendios Forestales, fotografía aérea y filmación, etc.
Helicópteros del Sureste fue la primera empresa española en obtener la Declaración de Competencia que la autoriza a realizar vuelos regulares de pasajeros. Desde 1996 opera el servicio de línea regular Ceuta-Málaga (helipuerto de Ceuta y aeropuerto de Málaga-Costa del Sol), transportando cada año más de 20.000 pasajeros en aeronaves de última generación. 
Actualmente también opera en la línea Algeciras - Ceuta.
Junto a la empresa Transportes Aéreos del Sur, gestiona en UTE el Helipuerto de la Cartuja, que fuera construido para la Expo'92.